# Чорна Промза
Чорна Про́мза (рос. Чёрная Промза, ерз. Алу Парынз веле) — село у складі Беликоберезниківського району Мордовії, Росія. Входить до складу Паракінського сільського поселення.

## Населення
Населення — 198 осіб (2010; 259 у 2002).
Національний склад (станом на 2002 рік):
- ерзяни — 96 %